# Капитан Марвел (DC Comics)
Капита́н Ма́рвел (англ. Captain Marvel), также известный как Шаза́м (англ. Shazam) — супергерой, персонаж комиксов, публиковавшихся первоначально издательством Fawcett Comics, а затем DC Comics. Созданный в 1939 году художником Чарльзом Кларенсом Беком и писателем Биллом Паркером, персонаж впервые появился в журнале Whiz Comics № 2 (февраль 1940 года). Капитан Марвел — альтер эго Билли Бэтсона, мечтательного подростка, который работает репортёром новостей на радио. Он был выбран добрым волшебником Шазамом для того, чтобы стать супергероем. Всякий раз, когда Билли произносит имя волшебника, он оказывается поражённым магической молнией, которая превращает его во взрослого супергероя, наделённого способностями шести мифологических фигур. Несколько его друзей и членов семьи, более известные как «Семья Марвел», включая Мэри Марвел и Капитана Марвела-младшего, могут получать часть силы Билли и сами становиться «Марвелами».

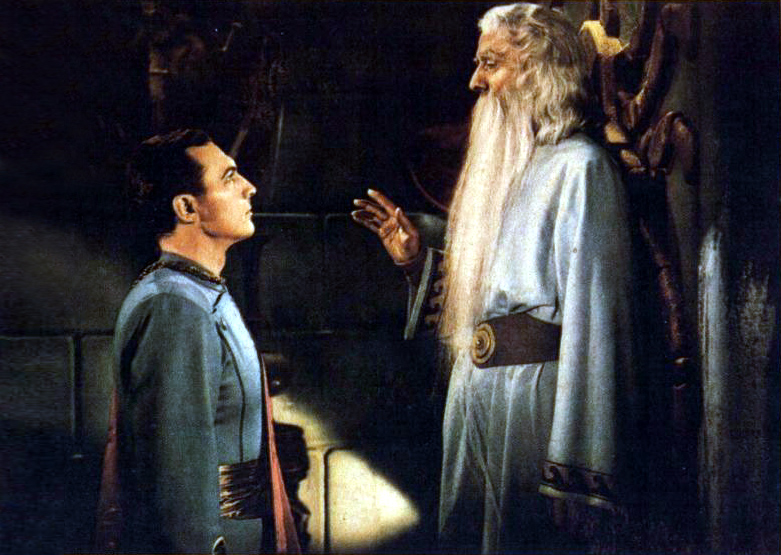
Том Тайлер в роли Капитана Марвела и Найджел Де Брулир в роли волшебника Шазама в фильме Adventures of Captain Marvel 1941 года.

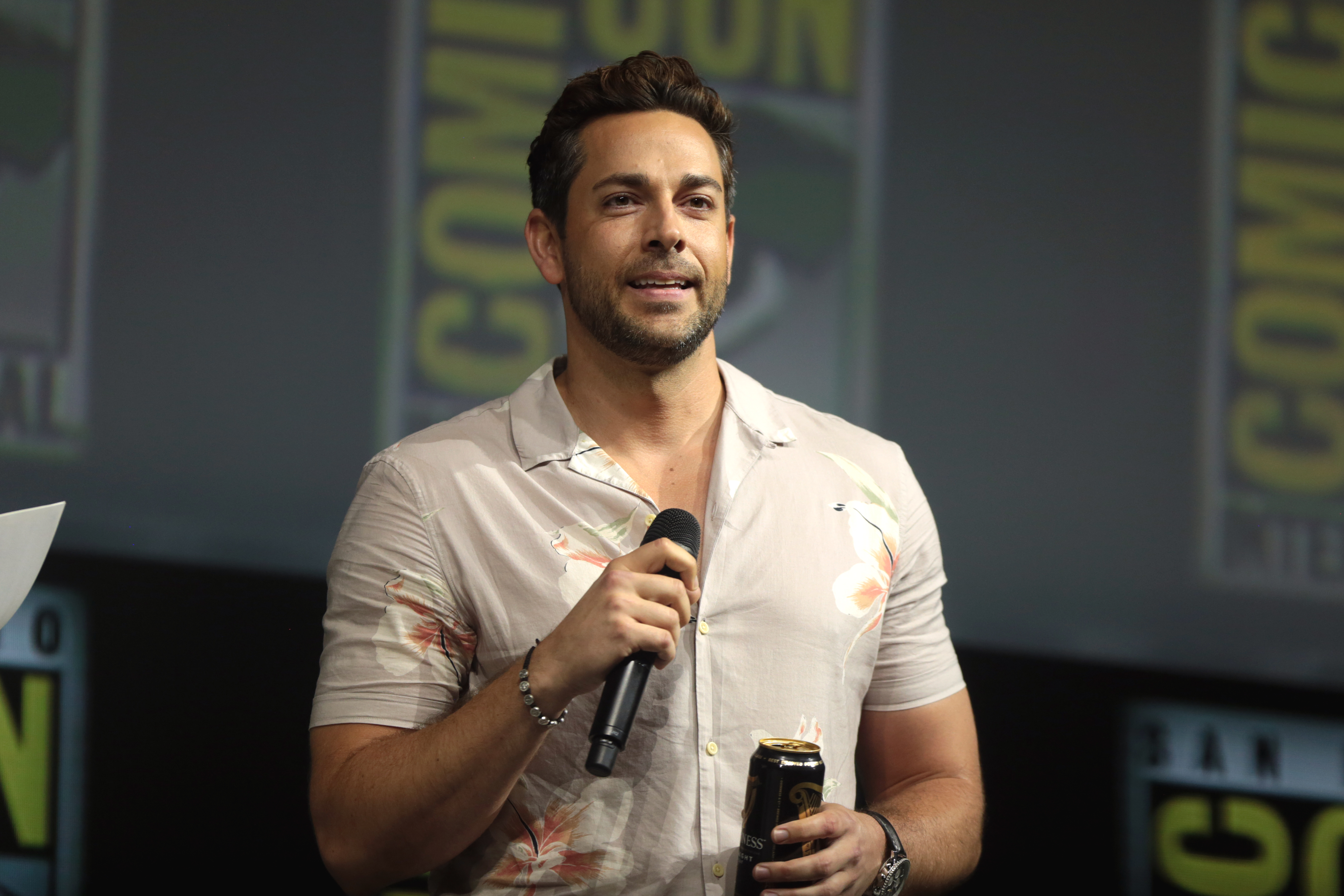
Закари Ливай исполнил роль Капитана Марвела в фильме «Шазам».

Провозглашённый «сильнейшим в мире смертных» в своих приключениях, Капитан Марвел получил прозвище «Big Red Cheese» («Большой красный сыр») от суперзлодея Доктора Сиваны. Этот эпитет был позднее принят поклонниками Капитана Марвела. По продажам комиксов Капитан Марвел был самым популярным супергероем 1940-х годов, так как серия комиксов о нём под названием Captain Marvel Adventures (рус. Приключения Капитана Марвела) продавалась в большем количестве экземпляров, чем комиксы о Супермене и других супергероях в середине 1940-х годов. Капитан Марвел был первым супергероем комиксов, приключения которого были адаптированы в кино: в 1941 году Republic Pictures выпустила телесериал «Приключения Капитана Марвела».
Fawcett Comics прекратила публикацию комиксов о персонаже в 1953 году — отчасти из-за спора о нарушении авторских прав на костюм героя с DC Comics. Издатель комиксов утверждал, что в Капитане Марвеле были незаконно использованы черты образа Супермена. В 1972 году DC лицензировала персонажей Семьи Марвел и вернула их в мир комиксов в своих публикациях, окончательно приобретя все права на персонажей в 1991 году. DC с тех пор внедрила Капитана Марвела и Семью Марвел в свою вселенную DC и пыталась несколько раз возродить популярность героя. Однако Капитан Марвел не приобрёл большой популярности у новых поколений, хотя в 1970-х о персонаже выходил насчитывающий три сезона телевизионный сериал Shazam! на CBS.
Поскольку Marvel Comics зарегистрировали торговую марку своего Капитана Марвела в промежутке между выпусками историй про Капитана Марвела Fawcett и DC, DC Comics не могла использовать на рынке Капитана Марвела и Семью Марвел под этим именем. С 1972 года DC вместо этого использовала товарный знак Shazam! как название их комиксов об этом герое и, таким образом, под этим же названием продвигала героя на рынке. Ввиду этого Капитана Марвела часто ошибочно называют «Shazam». После перезапуска всех комиксов DC в 2011 году персонаж окончательно начал называться «Шазамом».

### Телевидение

Капитан Марвел борется с Суперменом. Эпизод мультсериала Justice League Unlimited.

## История публикаций

### Разработка и источники вдохновения

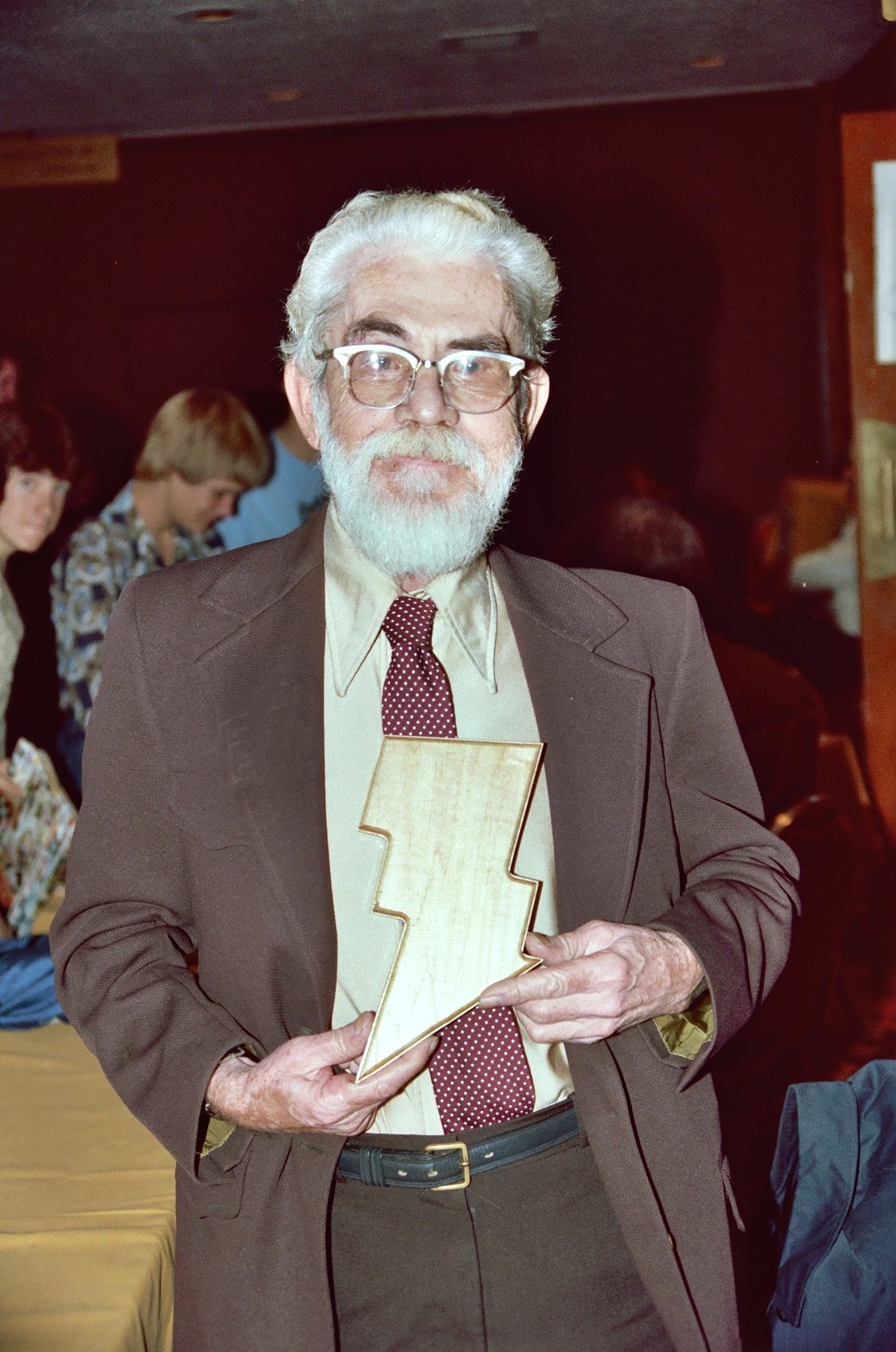
Чарльз Кларенс Бек, один из создателей персонажа и один из основных авторов комиксов издательства Fawcett.

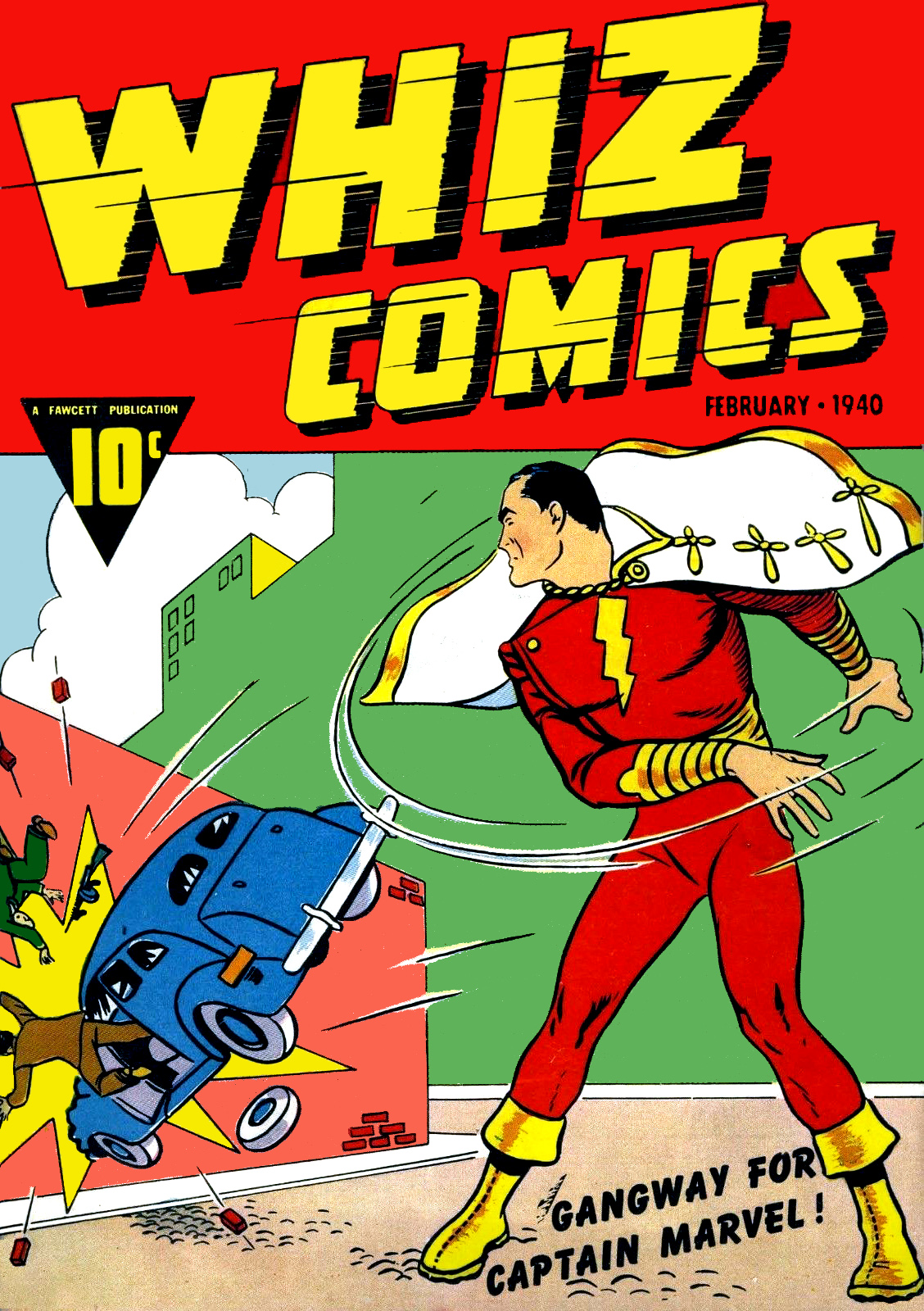
Whiz Comics № 2 (февраль 1940 г.), первое появление Капитана Марвела. Художник — Чарльз Кларенс Бек

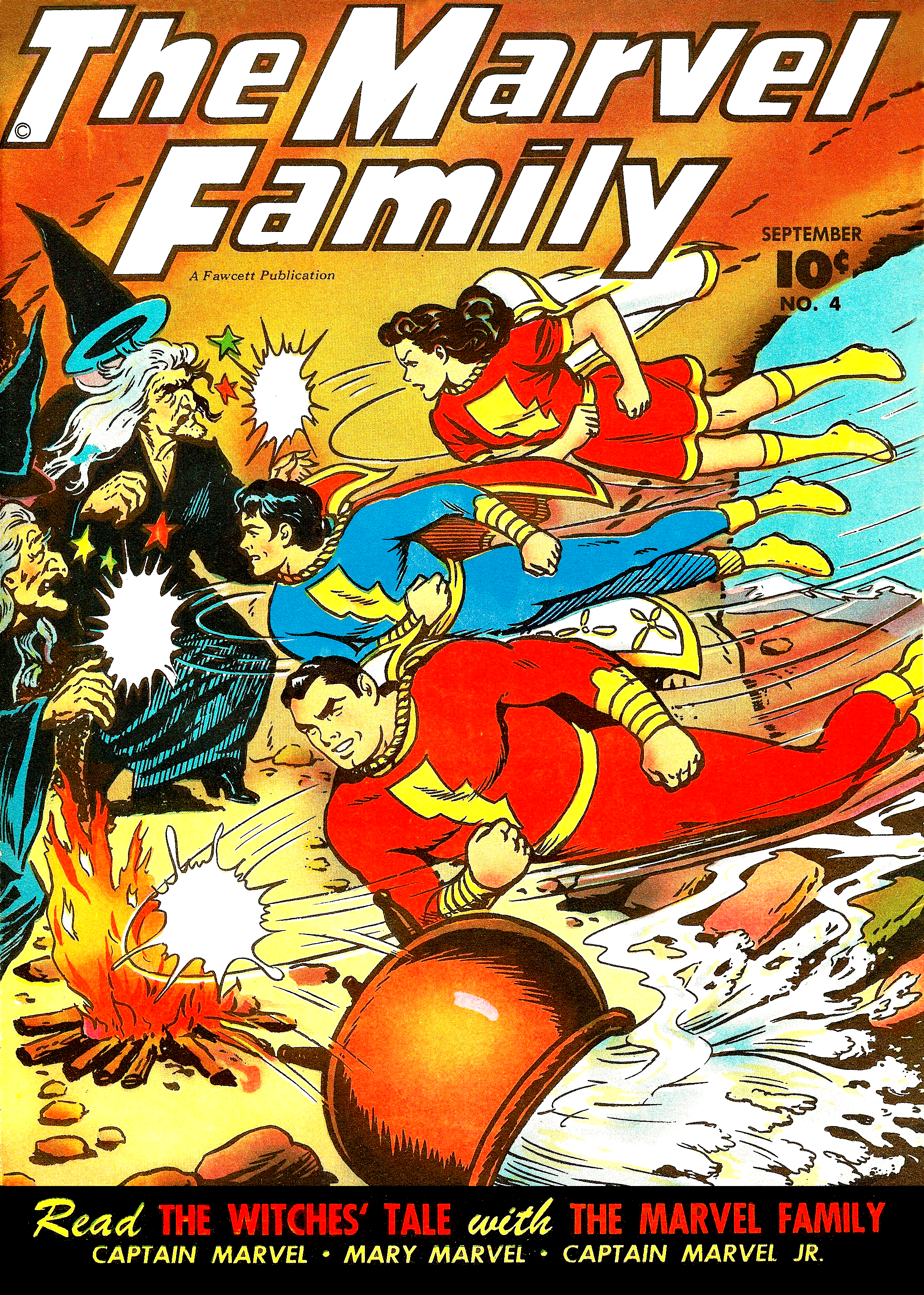
Обложка комикса Marvel Family #4, на которой изображены Капитан Марвел и его союзники: Мэри Марвел и Капитан Марвел-младший.

После успеха новых супергероев National Comics, Бэтмена и Супермена компания Fawcett Publications в 1939 году образовала своё собственное подразделение, занимающееся комиксами. Fawcett поручило штатному сценаристу Биллу Паркеру создать несколько героев для своей первой серии, предварительно названной Flash Comics. Помимо сюжетов про Ибиса Непобедимого, Сокрушителя Шпионов, Золотую стрелу, Лэнса О’Кейси, Скупа Смита и Дэна Дейра, Паркер также написал историю о команде из шести супергероев. Каждый из них обладал особой силой, дарованной определённой мифологической фигурой. Исполнительный директор Fawcett Comics Ральф Дайг предложил объединить шестерых героев в одного, обладающего всеми шестью силами. Паркер согласился и создал персонажа, которого он назвал «Капитан Гром».  Разработка дизайна и иллюстраций к истории Паркера была поручена штатному художнику Чарльзу Кларенсу Беку.

Когда мы с Биллом Паркером в конце 1939-го начали работать над первым комиксом Fawcett, мы осознали, насколько плохо написаны и нарисованы супергеройские комиксы. Мы решили дать своим читателям настоящий комикс — нарисованный в стрипах и с изобретательным сюжетом, основанным не на избитых формулах журнального чтива, а на отсылках к народным сказаниям и классическим мифам.Оригинальный текст (англ.)When Bill Parker and I went to work on Fawcett’s first comic book in late 1939, we both saw how poorly written and illustrated the superhero comic books were. We decided to give our reader a real comic book, drawn in comic-strip style and telling an imaginative story, based not on the hackneyed formulas of the pulp magazine, but going back to the old folk-tales and myths of classic times.

Выбранный Беком выразительный, «мультяшный» стиль впоследствии стал его фирменным.
Первый выпуск серии был издан ограниченным тиражом и, как Flash Comics № 1 и Thrill Comics № 1, в рекламных и юридических целях. Однако вскоре после печати выяснилось, что названия «Капитан Гром», «Flash Comics» и «Thrill Comics» уже были заняты и не могли быть использованы Fawcett. Вследствие этого серия была переименована в Whiz Comics, а вместо «Капитана Грома» художник Пит Костанца предложил имя «Капитан Чудесный» (англ. Captain Marvelous), которое редакторы сократили до «Капитан Чудо» (собственно, англ. Captain Marvel). Пузыри со словами были отредактированы соответствующим образом, после чего историю перевыпустили в Whiz Comics № 2 (февраль 1940).

#### Первое появление
Whiz Comics № 2 (дата на обложке — февраль 1940 г.) был опубликован в конце 1939 г. Главным героем стал 12-летний сирота Билли Бэтсон, обладающий способностью перевоплощаться во взрослого супергероя Капитана Марвела. Для превращения он призывал волшебную молнию, произнося вслух имя древнего колдуна Шазама (англ. Shazam). «Шазам» — акроним, в котором зашифрованы имена шести бессмертных Древних, дарующих Капитану Марвелу суперспособности: Соломон, Геркулес, Атлас, Зевс, Ахиллес и Меркурий (англ. Solomon, Hercules, Atlas, Zeus, Achilles, Mercury). Помимо главных героев, в Whiz Comics № 2 был представлен и заклятый враг Капитана Марвела — Доктор Сивана. Также в выпуске было показано, как Билли Бэтсон уговорами получает должность репортёра на радиостанции WHIZ.

#### Успех
Капитан Марвел стремительно набрал популярность, всего было продано более 500 000 копий Whiz Comics № 2. К 1941 году персонажу уже выделили собственную линейку Captain Marvel Adventures (рус. Приключения Капитана Марвела). Первый выпуск (дата на обложке — март 1941 года) был написан и проиллюстрирован Джо Саймоном и Джеком Кирби. Капитан Марвел также продолжил появляться в Whiz Comics и других произведениях Fawcett, в том числе Master Comics.
Большую часть Золотого века комиксов Капитан Марвел сохранял статус самого популярного супергероя, комиксы про него оставались наиболее продаваемыми. В 1944 году Приключения Капитана Марвела разошлись тиражом в 14 миллионов экземпляров. Какое-то время новые выпуски линейки публиковались дважды в неделю и продавались тиражом 1,3 миллионов копий каждый. Некоторые выпуски Приключений Капитана Марвела содержали на обложке аннотацию, провозглашавшую линейку «самым тиражируемым журналом комиксов».
В 1941—1942 гг. франшиза начала расширяться и включать новых персонажей. В Whiz Comics № 21 (1941 г.) появились Лейтенанты Марвелы — трое мальчиков, каждый из которых также носил имя «Билли Бэтсон» и мог превращаться во взрослого супергероя. В Whiz Comics № 25 (1941 г.) дебютировал Капитан Марвел младший — альтер эго искалеченного мальчика-газетчика Фредди Фримена. Мэри Марвел, альтер эго сестры-близняшки Билли Бэтсона, впервые появилась в Captain Marvel Adventures № 18 (1942 г.). В отличие от Капитана Марвела и Лейтенантов, Мэри и Фредди после превращения оставались детьми. Впоследствии они получили собственные линейки и появлялись в качестве главных героев в Master Comics и Wow Comics. Также Капитан Марвел, Мэри Марвел и Капитан Марвел-младший объединились в команду на страницах другого произведения Fawcett — The Marvel Family (рус. Семья Марвел). Также стоит отметить Чудесного Кролика Хоппи. Персонаж представлял собой говорящее животное и был создан для линейки Funny Animals (рус. Смешные звери) в 1942 году. Впоследствии герою отвели отдельную одноимённую линейку.
После того как Билла Паркера призвали на Вторую мировую войну в 1942 году, главным писателем комиксов о Капитане Марвеле стал Отто Биндер. Основным художником остался Чарльз Кларенс Бек. Вместе с Биндером они стали придавать историям более причудливый тон, разбавляя супергеройский экшен комедийными и фэнтезийными элементами. Также над историями про Семью Марвел работали такие художники, как Пит Констанца, Мак Рабой, Марк Суэйзи и Курт Шаффенбергер. Из под пера Отто Биндера вышли 900 историй о Капитане Марвеле из 1790, опубликованных Fawcett. Во второй половине 1940-х Биндер создал несколько популярных второстепенных персонажей и антагонистов, включая не наделённого силами Дядю Марвела, говорящего тигра Токи Тони, Мистера Майнда и Чёрного Адама.